# Anton Netolitzchi
Anton Netolitzchi (6 marzo 1958 – 17 marzo 2021) è stato un cestista rumeno.

## Carriera
Con la Romania ha disputato due edizioni dei Campionati europei (1985, 1987).